# Нормальная форма Чибрарио
Нормальная форма Чибрарио — нормальная форма дифференциального уравнения, не разрешённого относительно производной, в окрестности простейшей особой точки. Название предложено В. И. Арнольдом в честь итальянского математика Марии Чибрарио, установившей эту нормальную форму для одного класса уравнений.

## Связанные определения

### Особые точки
Пусть дифференциальное уравнение имеет вид
{\displaystyle F(x,y,p)=0,\ } где {\displaystyle p={\frac {dy}{dx}}.}
Функция {\displaystyle F} предполагается вещественной, гладкой класса {\displaystyle C^{\infty }} (или аналитической) по совокупности всех трёх переменных. Особые точки такого уравнения — это точки трёхмерного пространства с координатами {\displaystyle (x,y,p)}, лежащие на поверхности, задаваемой уравнением {\displaystyle F=0}, в которых производная {\displaystyle F_{p}} обращается в нуль, т. е. проектирование {\displaystyle \pi } поверхности {\displaystyle \{F=0\}} на плоскость переменных {\displaystyle x,y} вдоль направления оси {\displaystyle p} нерегулярно. В общем случае множество особых точек образует на поверхности {\displaystyle \{F=0\}} кривую, называемую криминантой. Проекция криминанты на плоскость {\displaystyle (x,y)} называется дискриминантной кривой, её точки тоже часто называют особыми точками уравнения, хотя при этом возможна неточность: при проектировании {\displaystyle \pi } различным точками поверхности {\displaystyle \{F=0\}} может соответствовать одна и та же точка плоскости переменных {\displaystyle (x,y)}.

### Поднятие уравнения
Дифференциальное соотношение {\displaystyle p=dy/dx} задает в пространстве {\displaystyle (x,y,p)} поле контактных плоскостей {\displaystyle pdx-dy=0}. Пересечение контактных плоскостей с плоскостями, касательными к поверхности {\displaystyle \{F=0\}}, задает на последней поле направлений (определенное во всех точках, где контактные и касательные плоскости не совпадают друг с другом). Интегральные кривые построенного таким образом поля являются 1-графиками решений исходного уравнения, а их проекции на плоскость {\displaystyle (x,y)} — графиками решений

Поднятие уравнения на поверхность

Описанная конструкция исследования уравнений, не разрешённых относительно производной, восходит к третьему мемуару А. Пуанкаре «О кривых, определяемых дифференциальными уравнениями» (1885); в современной математической литературе она часто называется поднятием уравнения на поверхность.

## Теорема о нормальной форме
Простейшими особыми точками уравнения {\displaystyle F(x,y,p)=0} являются так называемые регулярные особые точки, в которых проектирование {\displaystyle \pi } имеет особенность, называемую складкой Уитни, и контактная плоскость не касается поверхности {\displaystyle F=0.} Это равносильно выполнению в данной точке условий:
{\displaystyle F=0,\quad F_{p}=0,\quad F_{pp}\neq 0,\quad F_{x}+pF_{y}\neq 0.}
| Теорема. В окрестности регулярной особой точки уравнение {\displaystyle F(x,y,p)=0} с гладкой (или аналитической) функцией {\displaystyle F} гладко (соответственно, аналитически) эквивалентно уравнению {\displaystyle p^{2}-x=0,} называемому нормальной формой Чибрарио. |

В 1932 году Чибрарио получила эту нормальную форму, исследуя характеристики уравнения с частными производными второго порядка смешанного типа.

## Примеры
Нормальная форма Чибрарио является характеристическим уравнением для уравнения Трикоми
{\displaystyle u_{xx}-xu_{yy}=0},
относящегося к эллиптическому типу в полуплоскости {\displaystyle x<0} и к гиперболическому — в полуплоскости {\displaystyle x>0}.

Семейство решений в нормальной форме Чибрарио

Уравнение {\displaystyle p^{2}-x=0} легко интегрируется: графики его решений образуют семейство полукубических парабол
{\displaystyle y=\pm {\frac {2}{3}}x^{\frac {3}{2}}+{\rm {const,}}}
заполняющих полуплоскость {\displaystyle x>0}, точки возврата которых лежат на дискриминантной кривой — оси {\displaystyle y}.
Аналогичным образом выглядят асимптотические линии двумерной поверхности в евклидовом пространстве в окрестности типичной параболической точки. Нормальная форма Чибрарио соответствует также простейшим особенностям поля медленного движения в быстро-медленных динамических системах.